# Georges Cipriani
Pour les articles homonymes, voir Cipriani.
Georges Cipriani est un militant et terroriste d'extrême gauche français, né le 12 avril 1950 à Tunis. Membre d'Action directe, il est condamné en 1987 à la réclusion criminelle à perpétuité pour deux assassinats. Il sort de prison en 2011.

## De Billancourt à Action directe
À la fin des années 1960, il travaille comme ajusteur-perceur dans un atelier de machines-outils des usines de Renault-Billancourt. Il est membre du comité de base de l’usine lors du meurtre du militant de la Gauche prolétarienne (GP), Pierre Overney, le 25 février 1972. Il vit les dix années suivantes en Allemagne et rentre en France au début des années 1980 où il devient membre d’Action directe.

## Incarcération
Arrêté avec ses complices Jean-Marc Rouillan, Joëlle Aubron et Nathalie Ménigon le 21 février 1987 dans une ferme à Vitry-aux-Loges (Loiret), Cipriani, membre historique du groupe d'extrême gauche, a été condamné notamment pour les assassinats en 1986 du PDG de Renault Georges Besse et en 1985 de l'ingénieur général René Audran. Il a été condamné à la réclusion criminelle à perpétuité.
Après des années d'isolement total puis partiel, Georges Cipriani a été interné durant l'été 1993 à l'hôpital psychiatrique de Villejuif, dans lequel il a séjourné à l'unité pour malades difficiles.
Sa demande de semi-liberté pour une durée d'un an a été rejetée le 20 août 2009 par la chambre spéciale d'application des peines de la cour d'appel de Paris. Elle lui est finalement accordée à compter du 14 avril 2010, mais le 15 avril 2011, il est réincarcéré pour des questions de procédure en attendant la décision de la cour d'appel sur sa libération conditionnelle. Cet aménagement de peine lui est accordé le 3 mai 2011. Il sort de prison et regagne son domicile de Strasbourg. Son avocat indique qu'il travaillera à la Banque alimentaire, pour laquelle il avait déjà travaillé durant sa période de semi-liberté.